# Julia da Silva Cardoso
Julia da Silva Cardoso, född okänt år, död efter 1840, var en portugisisk affärsidkare och diplomat. Hon var även känd som Mae Julia och Na Julia. Hon betraktas som en nyckelfigur i Guinea-Bissaus näringsliv under 1800-talets första hälft, då hon var en dominant aktör i det regionala affärslivet. 
Hennes bakgrund liksom hennes exakta födelse- och dödsår är okänt, något som inte är ovanligt för personer i denna region och tid. Hon växte upp i hushållet hos José da Silva Cardoso, en förmögen och inflytelserik portugisisk näringsidkare på Kap Verde; det är okänt om hon var hans dotter, fosterbarn eller rentav en slav som sedan frigavs, men hon brukar benämnas som en nhara ('senhora´), en medlem av den afroportugisiska minoritet som spelade en viktig roll i den portugisiska besittningen. Hon angav själv att hon var besläktad med den inhemska Bijago-adeln. Vad som är klart är att hon på 1820-talet var såväl kärlekspartner som affärspartner till portugisen Joaquim Antonio de Matto (d. 1843), en släkting till Portugals guvernör, med vilken hon hade fyra barn. Hon var också fostermor till Aurelia Correia, som kom att överta hennes ställning i regionen. Julia da Silva Cardoso deltog i den regionala slavhandeln liksom övrig export från den afrikanska inlandet. Hon använde också, i likhet med Rosa de Carvalho Alvarenga, sina affärsförbindelser till att agera medlare och de facto diplomat mellan portugiserna och den inhemska afrikanska befolkningen.